# Bryobia
Bryobia (лат.) — род паутинных клещй из подсемейства Bryobinae. Имеет космополитное распространение.

## Описание
Зеленовато- или красновато-бурые клещи с уплощенным телом округлой, яйцевидной или овальной формы. На тазиках передних ног две щетинки, на тазиках 2-4 пары ног — по одной щетинке. Эмподий I с одной или более парой волосков. Передний край подосомы с четырьмя уплощёнными лопастями, часто образующих структуру напоминающую козырёк. На спинной стороне тела расположены 32 щетинки, расположены продольными рядами. Положение четвёртой пары дорсальных щетинок (f 1) варьируется от краевого до медиального. Самцы меньше самок обнаружены только у трети видов рода.

## Экология
Эти клещи являются фитофагами и включают в себя некоторых опасных вредителей вредителей сельскохозяйственных культур. Карантинное значение имеют Bryobia praetiosa, Bryobia rubrioculus, Bryobia graminum и Bryobia kissophila. Они поражают различные плодовые, зерновые и декоративные культуры.

## Классификация
Включает 149 видов. Внутри рода выделяют три подрода Allobia, Bryobia и Lyobia, но для многих видов недостаточно данных для отнесения к какому-то из них.